# Paper Planes
Paper Planes è il terzo singolo estratto da Kala, secondo album della rapper M.I.A. Il brano è stato scritto da M.I.A. e Diplo, e utilizza un campionamento del riff del brano Straight to Hell dei Clash. Nel ritornello invece vengono usati campionamenti di colpi di arma da fuoco e di registratori di cassa.
Nella classifica "100 Best Songs of the 2000s" della rivista Rolling Stone la canzone si posiziona alla numero 5.

## Video musicale
Il video musicale è stato girato da Bernard Gourley ed è stato trasmesso in tv per la prima volta durante la puntata del 17 dicembre 2007 di Total Request Live su MTV UK, anche se era stato reso disponibile in streaming sul sito dell'emittente già due giorni prima. Il video è stato girato a New York e vede M.I.A. nei panni di una immigrata che vende pane in un furgoncino. Nel video fanno dei cameo anche altri rapper come DMX, Mike D e Adrock dei Beastie Boys.

## Nella cultura di massa

### Cinema
La canzone è stata usata per i trailer del film di David Gordon Green Strafumati.
Paper Planes e una sua versione remix sono incluse nella colonna sonora del film The Millionaire di Danny Boyle. La versione remix è inoltre presente nella colonna sonora del film Hancock.

### Telefilm e serie TV
La canzone è stata usata in una puntata di The Tomorrow People.
È stata anche utilizzata anche nel pilot di Selfie.
La base remixata della canzone è stata usata in alcuni episodi per brevi secondi nella serie TV thailandese Dek mai - Girl from Nowhere.

### Videogiochi
La canzone è stata usata per il video iniziale di Far Cry 3.
La canzone è stata utilizzata in DJ Hero.

## Tracce
Digital 7digital EP
1. Paper Planes
2. Paper Planes (DFA Remix)
3. Paper Planes (Afrikan Boy & Rye Rye Remix)
4. Paper Planes (Diplo Street Remix feat. Bun B & Rich Boy)
5. Paper Planes (Scottie B Remix)
6. Bamboo Banga (DJ Eli Remix)

Digital iTunes EP
1. Paper Planes (featuring Afrikan Boy & Rye Rye) [Blaqstarr remix]
2. Paper Planes (remix for the children by Adrock)
3. Paper Planes (featuring Bun B & Rich Boy) [Diplo Street Remix]
4. Paper Planes (DFA Remix)
5. Paper Planes (Scottie B Remix)

XL 12" Vinyl EP
1. Paper Planes
2. Paper Planes (DFA Remix)
3. Paper Planes (Afrikan Boy & Rye Rye Remix)
4. Paper Planes (Diplo Street Remix feat. Bun B & Rich Boy)
5. Paper Planes (Scottie B Remix)
6. Bamboo Banga (DJ Eli Remix)

## Classifiche
| Classifica                           | Posizione più alta |
| ------------------------------------ | ------------------ |
| Australia                            | 66                 |
| Canada                               | 7                  |
| Belgio                               | 18                 |
| Danimarca                            | 18                 |
| Paesi Bassi                          | 28                 |
| Irlanda                              | 32                 |
| Israele                              | 2                  |
| Messico Singles Chart                | 85                 |
| Regno Unito                          | 19                 |
| US Billboard Hot 100                 | 4                  |
| US Billboard Alternative Songs       | 12                 |
| US Billboard Hot Dance Singles Sales | 1                  |
| US Billboard Hot R&B/Hip-Hop Songs   | 36                 |
| US Billboard Hot Rap Tracks          | 6                  |
| US Billboard Pop 100                 | 8                  |